# 열녀 삼척진씨 정려
열녀 삼척진씨 정려(烈女 三陟陳氏 旌閭)는 세종특별자치시 부강면 등곡리에 있는 정려이다. 2014년 9월 30일 세종특별자치시의 향토문화유산 제62호로 지정되었다.

## 개요
열녀 삼척진씨 열녀각(烈女 三陟陳氏 烈女閣)은 조선시대 열녀 삼척진씨(三陟陳氏)의 열행(烈行)을 세상에 널리 알려 칭찬하고 기억하기 위해 나라에서 하사한 명정(銘旌)을 현판(懸板)으로 걸어놓은 정문(旌門)이다.
삼척진씨는 17세의 나이에 문의현 삼도면 도은리(현재 세종특별자치시 부강면 등곡리)에 살고 있던 경주김씨(慶州金氏) 집안의 김정의(金貞義)와 약혼(約婚)하였다. 하지만 얼마 지나지 않아 김정의가 병이 들자 서둘러 혼례를 치른 후 지극정성으로 간호하였다. 그녀의 정성에도 불구하고 남편이 죽었다. 마침 그녀의 친정 어머니도 병을 얻어 자리에 눕자 어머니가 완쾌될 때까지 병간호를 한 후 시댁으로 돌아와 스스로 약을 먹고 자결하였다.
삼척진씨의 열행에 대해 지역의 유림(儒林)들이 글을 올려 1839년(헌종 5)에 명정을 받고 정문을 세우게 되었다. 내부에는 ‘烈女 學生金貞義 妻 三陟陳氏之門’(열녀 학생김정의 처 삼척진씨지문)‘이라는 현판이 걸려있으며, 1839년에 작성된 사적기(事蹟記)와 이를 1989년에 한글로 번역한 것이 있다.